# Evergreen Mountain Lookout
L'Evergreen Mountain Lookout est une tour de guet du comté de Snohomish, dans l'État de Washington, dans le nord-ouest des États-Unis. Situé à 1 700 mètres d'altitude dans les North Cascades, il est protégé au sein de la forêt nationale du mont Baker-Snoqualmie et de la Wild Sky Wilderness. Construit en 1934 ou 1935, il est inscrit au Registre national des lieux historiques depuis le 14 juillet 1987.